# Tasmanipatus anophthalmus
Tasmanipatus anophthalmus är en klomaskart som beskrevs av Ruhberg, Mesibov, Briscoe och Tait 1991. Tasmanipatus anophthalmus ingår i släktet Tasmanipatus och familjen Peripatopsidae. IUCN kategoriserar arten globalt som starkt hotad. Inga underarter finns listade i Catalogue of Life.